# Manoir de Commeaux
Le manoir de Commeaux est un édifice situé à Commeaux, en France.

## Localisation
Le monument est situé dans le département français de l'Orne, à l'est du bourg de Commeaux, au bord de l'Houay, un affluent de l'Orne.

## Architecture
L'édifice est classé au titre des monuments historiques depuis le 5 décembre 1963.